# 建军大业
《建军大业》（英語：The Founding of an Army），是一部于2017年上映的中国电影，是为庆祝中国人民解放军建军九十周年而制作的献礼影片。该片由中国电影股份有限公司、博纳影业集团、南昌广播电视台、八一电影制片厂、上海三次元影业、英皇影业有限公司、太阳娱乐文化有限公司和寰亚电影制作有限公司共同出品。
《建军大业》的故事聚焦于1927年由中國共產黨發起的南昌起义。电影于2017年7月27日在中國大陸上映，2017年8月3日在香港上映。

## 劇情簡介
1927年的四一二反革命政变导致国共第一次合作破裂，大革命也从胜利走向失败。在共产党员、国民党左派以及革命群众被蒋介石为首的国民党大肆屠杀期间，共产党人总结了经验教训，决定独立领导武装斗争和创建革命队伍。由周恩来、贺龙、叶挺、朱德等人在8月1日发起南昌起义，打响了武装反抗国民党反动派的第一枪。毛泽东和卢德铭也于9月9日在湖南东部和江西西部发动秋收起义。一幕幕波澜壮阔的战役和动人心魄的革命历史也由此展开。 

## 演員
| 演员     | 角色           | 介紹                                                                                           |
| 刘 烨    | 毛泽东         | 中华人民共和国主要缔造者，中国共产党首任中央委员会主席，秋收起义主要领导者                     |
| 朱亚文   | 周恩来         | 中华人民共和国首任国务院总理兼外交部部长，南昌起义主要领导者                                   |
| 黄志忠   | 朱德           | 中华人民共和国元帅，中国人民解放军总司令；南昌起义军第九军副军长，统率南昌起义军余部到达井冈山 |
| 王景春   | 贺龙           | 中华人民共和国元帅，国民革命军第二十军军长，南昌起义总指挥                                     |
| 欧 豪    | 叶挺           | 叶挺獨立團團長、 新四军军长，南昌起义前敌总指挥                                                |
| 刘昊然   | 粟裕           | 中国人民解放军大将，参加南昌起义，時任起义军总指挥部警卫队班长                                 |
| 马天宇   | 林彪           | 中华人民共和国元帅，参加南昌起义                                                               |
| 小 爱    | 叶剑英         | 中华人民共和国元帅，国民革命军第四军参谋长，暗中协助南昌起义                                   |
| 张艺兴   | 卢德铭         | 秋收起义总指挥，为掩护部队突围而陣亡                                                           |
| 李易峰   | 何长工         | 红八军军长、红九军团政委，参加秋收起义                                                         |
| 白 宇    | 蔡晴川         | 时任国民革命军第十一军25师73团代理团长，参加南昌起义，於三河坝战役中阵亡                       |
| 梁大维   | 陈赓           | 中国人民解放军大将，参加南昌起义                                                               |
| 于和伟   | 陈独秀         | 中国共产党主要缔造者，首任中央委员会总书记                                                     |
| 吴 樾    | 张国焘         | 中国共产党领导人之一，南昌起义中央代表                                                         |
| 白 客    | 瞿秋白         | 中国共产党领导人之一                                                                           |
| 刘循子墨 | 蔡和森         | 中共中央宣传部部长                                                                             |
| 董子健   | 邓小平         | 中共中央秘书长                                                                                 |
| 陈 晓    | 任弼时         | 中共中央书记处书记（五大书记之一）                                                             |
| 杨大鹏   | 刘伯承         | 中华人民共和国元帅，南昌起义领导人之一                                                         |
| 保剑锋   | 谭平山         | 中国国民党革命委员会主要创始人，南昌起义领导人之一                                             |
| 宋 洋    | 汪寿华         | 上海特别市临时市政府执行委员兼总工会委员长，四一二政变前被杜月笙谋杀                           |
| 葉筱瑋   | 陳毅           | 时任国民革命军第十一军25师73团政治指导员，參加南昌起义                                         |
| 释小龙   | 聂荣臻         | 中华人民共和国元帅，南昌起义领导人之一                                                         |
| 李 现    | 罗荣桓         | 中华人民共和国元帅，参加秋收起义                                                               |
| 李岷城   | 周逸群         | 红六军政委，红二军团政委，参加南昌起义                                                         |
| 李 沁    | 杨开慧         | 毛泽东第二任妻子                                                                               |
| 宋 佳    | 宋庆龄         | 孙中山妻子                                                                                     |
| 关晓彤   | 邓颖超         | 周恩来妻子                                                                                     |
| 马伊琍   | 向警予         | 中国共产党女权运动领袖                                                                         |
| 周冬雨   | 范桂霞         | 南昌起义失败后周恩来避居香港，范桂霞为其提供掩护                                               |
| 冯文娟   | 彭援华         | 南昌起义女兵救护队支部书记                                                                     |
| 韩 庚    | 张学良         | 张作霖长子                                                                                     |
| 王 挺    | 斯烈           | 国民革命军第二十六军第二师师长，四一二政变前夜扣留周恩来                                       |
| 陈 赫    | 斯励           | 斯烈之弟                                                                                       |
| 霍建华   | 蔣介石         | 蔣中正，字介石，中国国民党总裁，国民政府军事委员会委员长，时任国民革命军总司令                 |
| 张天爱   | 宋美龄         | 蒋介石妻子                                                                                     |
| 余少群   | 汪精卫         | 国民政府主席、行政院院长                                                                       |
| 张涵予   | 杜月笙         | 上海青帮著名人物                                                                               |
| 甄子丹   | 田汉           | 中華人民共和國國歌《義勇軍進行曲》的作詞人                                                     |
| 余皚磊   | 张发奎         | 国民革命军第二方面军总指挥                                                                     |
| 周一围   | 陈峰           | 国民革命军第五方面军警卫团团长，同南昌起义军交战时阵亡                                         |
| 杨佑宁   | 钱大钧         | 国民革命军广东北路军总指挥，奉命堵截南下的南昌起义军                                           |
| 马浴柯   | 赵福生         | 贺龙部下营长，向陈峰告发南昌起义计划，最后被贺龙击毙                                           |
| 郑元畅   | 俞济时         |                                                                                                |
| 郭晓东   | 紅軍老兵       |                                                                                                |
| 袁文康   | 陈峰參謀       |                                                                                                |
| 包贝尔   | 守城軍官       |                                                                                                |
| 陈伟霆   | 洪門老八       |                                                                                                |
| 鹿 晗    | 聯絡員         |                                                                                                |
| 方力申   | 李宗仁         | 新桂系首领                                                                                     |
| 刘之冰   | 徐特立         |                                                                                                |
| 王志飞   | 蒋光鼐         |                                                                                                |
| 唐国强   | 毛泽东（老年） |                                                                                                |

## 制作
2015年12月22日，中国电影集团公司发布2016年新片计划，其中包括《建军大业》。
2016年1月24日，博纳影业集团举行2016新春年会，《建军大业》首次曝光幕后主创阵容，香港导演刘伟强将担任该片导演，制作人韩三平（《建国大业》导演）和黄建新（《建党伟业》导演）将担任监制。
2016年8月1日，《建军大业》在北京召开开机发布会，导演刘伟强和主演刘烨、朱亚文、欧豪、刘昊然、马天宇、马伊琍等在观众面前正式亮相。发布会上宣布韩三平担任影片总策划及艺术总监，黄建新担任影片监制。
2017年7月28日，劉偉強導演接受專訪，除闡述此片的製作情況及相關理念，並分別點评了參與演出的張藝興、馬天宇、董子健、白宇、白客、李沁等年輕演員，表達了讚許和肯定。

## 电影歌曲
| 曲別           | 歌名         | 演唱者                     | 作詞   | 作曲   |
| 宣传曲、推广曲 | 我们要当强军 | 杨心仪、中央少年广播合唱团 | 陈少琪 | 赵佳霖 |
| 主题曲         | 建军伟业     | 王菲、刘和刚               | 陈涛   | 马上又 |

## 票房
影片于2017年7月27日在中国大陆上映，首周累计票房2.25亿元，最终累计3.89亿。

## 争议
- 叶挺之孙导演叶大鹰质疑《建军大业》演员不符合历史形象，革命史被娱乐化。他在个人微博表示：“最近电影《建军大业》炒的很热闹，革命历史被严重的娱乐化，是对革命历史的羞辱和歪曲。我作为叶挺将军的后人在想此质问黄建新和刘伟强，你们是真不懂历史？还是别有用心的想借重大历史事件来发娱乐财呢？下面这个腿都站不直女里女气的小鲜肉来演叶挺，你们在羞辱谁呢？”[8]，并且发表博文《关于影片〈建军大业〉致广电总局领导的公开信》要求《建军大业》制片方对所有八一南昌起义主要参与者家属赔礼道歉。[9]

- 豆瓣关闭了影片的评分功能[10]。

## 奬項及提名
| 年度   | 颁奖典礼             | 奖项         | 姓名           | 结果 |
| ------ | -------------------- | ------------ | -------------- | ---- |
| 2018年 | 第23屆華鼎獎         | 最佳電影     | 《建軍大業》   | 提名 |
| 2018年 | 第37屆香港電影金像獎 | 最佳視覺效果 | 黃宏達、謝伊文 | 提名 |
| 2018年 | 第34屆百花獎         | 優秀故事片   | 《建軍大業》   | 獲獎 |

## 外部連結
- 雅虎香港電影上《建軍大業》的資料（繁體中文）
- 时光网上《建军大业》的資料（简体中文）
- 豆瓣电影上《建军大业》的資料 （简体中文）
- 互联网电影数据库（IMDb）上《建军大业》的资料（英文）